# OR10T2
OR10T2 (англ. Olfactory receptor family 10 subfamily T member 2) – білок, який кодується однойменним геном, розташованим у людей на короткому плечі 1-ї хромосоми.  Довжина поліпептидного ланцюга білка становить 314 амінокислот, а молекулярна маса — 35 011.
| 10         |  | 20         |  | 30         |  | 40         |  | 50         |
| ---------- |  | ---------- |  | ---------- |  | ---------- |  | ---------- |
| MRGFNKTTVV |  | TQFILVGFSS |  | LGELQLLLFV |  | IFLLLYLTIL |  | VANVTIMAVI |
| RFSWTLHTPM |  | YGFLFILSFS |  | ESCYTFVIIP |  | QLLVHLLSDT |  | KTISFMACAT |
| QLFFFLGFAC |  | TNCLLIAVMG |  | YDRYVAICHP |  | LRYTLIINKR |  | LGLELISLSG |
| ATGFFIALVA |  | TNLICDMRFC |  | GPNRVNHYFC |  | DMAPVIKLAC |  | TDTHVKELAL |
| FSLSILVIMV |  | PFLLILISYG |  | FIVNTILKIP |  | SAEGKKAFVT |  | CASHLTVVFV |
| HYGCASIIYL |  | RPKSKSASDK |  | DQLVAVTYTV |  | VTPLLNPLVY |  | SLRNKEVKTA |
| LKRVLGMPVA |  | TKMS       |  |            |  |            |  |            |

A: Аланін

C: Цистеїн

D: Аспарагінова кислота

E: Глутамінова кислота

F: Фенілаланін

G: Гліцин

H: Гістидин

I: Ізолейцин

K: Лізин

L: Лейцин

M: Метіонін

N: Аспарагін

P: Пролін

Q: Глутамін

R: Аргінін

S: Серин

T: Треонін

V: Валін

W: Триптофан

Кодований геном білок за функціями належить до рецепторів, g-білокспряжених рецепторів, білків внутрішньоклітинного сигналінгу. 
Задіяний у такому біологічному процесі як поліморфізм. 
Локалізований у клітинній мембрані, мембрані.